# Wenonah (Illinois)
Wenonah est un village situé au nord-est du comté de Montgomery dans l'Illinois, aux États-Unis,. Il est incorporé le 16 avril 1917.

## Démographie
Lors du recensement de 2010, le village comptait une population de 37 habitants. Elle est estimée, en 2016, à 36 habitants.

### Source de la traduction
- (en) Cet article est partiellement ou en totalité issu de l’article de Wikipédia en anglais intitulé « Wenonah, Illinois » (voir la liste des auteurs).